# Reklamacja
Reklamacja (łac. reclamatio „wołanie, sprzeciw” od reclamare „głośno protestować, odbrzmiewać”; re „w tył, znów, naprzeciw” i clamare „wołać”)” – w znaczeniu potocznym żądanie klienta kierowane do sprzedawcy lub wykonawcy usługi, pozostające w związku z niezadowalającą jakością towaru lub nienależytym wykonaniem usługi – przede wszystkim żądanie wymiany, naprawy towaru lub ponownego wykonania, ewentualnie „poprawienia”, usługi, jak również żądanie zwrotu całości lub części kwoty uiszczonej tytułem ceny/wynagrodzenia. 
Przedmiotem reklamacji mogą być także zwierzęta.

## Procedury reklamacyjne
Procedura i pozostałe kwestie związane z reklamacją w Polsce normowane są aktualnie przede wszystkim przez przepisy Kodeksu cywilnego, zwłaszcza w ramach rękojmi za wady rzeczy sprzedanej oraz ustawy o prawach konsumenta. W przypadku reklamacji składanych przez konsumentów przedsiębiorca powinien je rozpatrzyć (co do zasady) w ciągu 14 (przed 1 stycznia 2023 r. 30) dni od dnia złożenia. Brak odpowiedzi uznaje się za uwzględnienie reklamacji. Odpowiedzi na reklamację udziela się na trwałym nośniku (np. papierze). Reklamacja uregulowana w Kodeksie cywilnym dotyczyła od 25 grudnia 2014 do 31 grudnia 2022 roku także konsumentów. Wcześniej w stosunku do nich stosowano przepisy uchylonej ustawy z dnia 27 lipca 2002 r. o szczególnych warunkach sprzedaży konsumenckiej oraz zmianie Kodeksu cywilnego (Dz.U. z 2002 r. nr 141, poz. 1176, z późn. zm.) dotyczące niezgodności towaru konsumpcyjnego z umową. Ta instytucja jest obecnie podstawą reklamacji wyłącznie w stosunku do umów zawartych przed 25 grudnia 2014 r. Natomiast od 1 stycznia 2023 r. w stosunku do konsumentów, którzy zakupili towar w rozumieniu ustawy o prawach konsumenta (tj. rzecz ruchomą, wodę, gaz, energię elektryczną sprzedawaną w ograniczonej objętości lub ilości), stosuje się instytucję niezgodności towaru z umową.
Podstawą reklamacji może być również umowna gwarancja przy sprzedaży, w przypadku której roszczenia kieruje się do gwaranta, którym zazwyczaj jest producent towaru.
Sprzedawcy nie wolno narzucać kupującemu trybu składania reklamacji. W szczególności sprzedawca nie może uznać gwarancji za jedyną podstawę prawną reklamowania wadliwej rzeczy.

## Reklamacja wojskowa
Reklamacją nazywane jest także zwolnienie od odbywania czynnej służby wojskowej z tytułu pełnienia określonych funkcji.